# Getting Away with Murder
Getting Away with Murder ist das dritte offizielle Studioalbum der kalifornischen Band Papa Roach. Es wurde am 27. August 2004 veröffentlicht. Es war das erste Album der Band mit Geffen Records und erreichte Platz 17 der Billboard-Charts.

## Musikstil
Auf Getting Away with Murder sind weniger Nu-Metal-Anleihen als auf den Vorgängeralben Lovehatetragedy und Infest enthalten und enthält kaum noch Rap-Elemente. Das Album geht stilistisch eher in die Richtung des Alternative Rock, der Allmusic Guide nennt allerdings als Stilrichtungen auch Alternative Metal, Heavy Metal und Hard Rock.
Daneben sind auch Punkeinflüsse wie auf Tyranny/Normality und Done with You zu hören. Letzterer wird daneben auch von Tempowechseln bestimmt. Auf dem Titeltrack Getting Away with Murder sind Industrialelemente enthalten und Be Free weist gewisse Parallelen zum musikalischen Stil AC/DCs auf.
Der Song Scars ist eine der ersten Balladen der Band überhaupt und hat dementsprechend einen anderen Rhythmus als die restlichen Stücke auf Getting Away with Murder.

## Titelliste
1. Blood (Empty Promises) – 2:55
2. Not Listening – 3:09
3. Stop Looking Start Seeing – 3:07
4. Take Me – 3:26
5. Getting Away with Murder – 3:12
6. Be Free – 3:17
7. Done with You – 2:52
8. Scars – 3:28
9. Sometimes – 3:07
10. Blanket of Fear – 3:21
11. Tyranny of Normality – 2:40
12. Do or Die – 3:25

## Bonustracks

### Tour Edition
1. Harder Than a Coffin Nail – 3:28
2. Caught Dead – 3:04
3. Take Me  (Live)  – 3:34

### UK Edition
1. Harder Than a Coffin Nail – 3:28
2. Caught Dead – 3:04

## Singles
Die erste Single des Albums ist nach dem Album benannt, sie heißt Getting Away with Murder. Sie erreichte in Österreich Rang 28 und in Deutschland Platz 38. Zudem ist sie der Soundtrack des Filmes Riddick. Weiterhin wurde der Titel Scars als Single ausgekoppelt, welcher auch auf dem Album The Paramour Sessions in einer spanischsprachigen Version als Bonuslied enthalten ist.

## Rezeption
Das Album erreichte im deutschsprachigen Raum und in den Vereinigten Staaten die Top 20 der Charts. Nachdem Getting Away with Murder 2005 in den Vereinigten Staaten mit der Goldenen Schallplatte ausgezeichnet wurde, ist es dort inzwischen mit der höheren Platin-Schallplatte zertifiziert.
Die Resonanz der Kritiker zu Getting Away with Murder fiel sehr unterschiedlich aus. Aus acht englischsprachigen Rezensionen errechnete die Website Metacritic eine durchschnittliche Bewertung von 59 von 100 möglichen Punkten.
In deutschen Medien gab es ebenfalls unterschiedliche Meinungen zum Album. Rock-Hard-Autor Marcus Schleutermann lobte in seiner Kritik das Gitarrenspiel Jerry Hortons, welches „maßgeblich für den Wiedererkennungswert von Papa Roach“ sorge. Außerdem befand er, Jacoby Shaddix' Gesang sei „gleichermaßen hart wie melodisch“ und „vermittle Emotionen“. Eine ähnliche Meinung vertrat unter anderem Eberhard Dobler von Laut.de, welcher Jacoby Shaddix' „emotionale Power“ als einen Grund für den Durchbruch der Band sah. Der Rezensent führte als Stärken der Band auf dem Album „griffige Songs […] und energetische Vocals“ auf. Das E-Zine Vampster prognostizierte dem Album zwar geringeren kommerziellen Erfolg als Infest, war aber einer Meinung mit Laut.de und dem Rock Hard bezüglich Gesang und den Gitarrenriffs. Die Mehrheit der Titel auf Getting Away with Murder wurde vom Kritiker des Magazins gut aufgenommen, so wurde das Lied Scars als „kraftvolle Ballade“ und Not Listening als „eingängiger Song“ beschrieben.
Eine eher verhaltene Meinung über das Album wurde beispielsweise von Armin Linder von Plattentests.de vertreten, Scars sei ein „peinlicher Schlager“ und Jacoby Shaddix' Gesang „nicht immer unbedingt authentisch“; die Stücke auf Getting Away with Murder würden sich ähneln, was ein schlechtes Zeichen sei.

## Kommerzieller Erfolg

### Chartplatzierungen
| ChartsChartplatzierungen       | Höchstplatzierung | Wochen |
| ------------------------------ | ----------------- | ------ |
| Deutschland (GfK)              | 8 (8 Wo.)         | 8      |
| Österreich (Ö3)                | 8 (8 Wo.)         | 8      |
| Schweiz (IFPI)                 | 13 (8 Wo.)        | 8      |
| Vereinigte Staaten (Billboard) | 17 (61 Wo.)       | 61     |
| Vereinigtes Königreich (OCC)   | 30 (3 Wo.)        | 3      |

| ChartsJahrescharts (2005)      | Platzierung |
| ------------------------------ | ----------- |
| Vereinigte Staaten (Billboard) | 77          |

### Auszeichnungen für Musikverkäufe
| Land/Region                  | Auszeichnungen für Musikverkäufe (Land/Region, Auszeichnung, Verkäufe) | Verkäufe  |
| ---------------------------- | ---------------------------------------------------------------------- | --------- |
| Deutschland (BVMI)           | Gold                                                                   | 100.000   |
| Kanada (MC)                  | Gold                                                                   | 50.000    |
| Vereinigte Staaten (RIAA)    | Platin                                                                 | 1.000.000 |
| Vereinigtes Königreich (BPI) | Silber                                                                 | 60.000    |
| Insgesamt                    | 1× Silber · 2× Gold · 1× Platin ·                                      | 1.210.000 |